# Bibliographie sur le Front de libération du Québec
Cette bibliographie du Front de libération du Québec propose une liste incomplète de ressources permettant d'approfondir le sujet du Front de libération du Québec.

## En français

### Documents du FLQ
- La Cognée, 66 numéros d'octobre 1963 à avril 1967
- L'Avant-Garde, 5 numéros, 1966
- La Victoire, novembre 1967 a été 1968

- Pierre Vallières, Stratégie révolutionnaire et rôle de l'avant-garde, février 1969
- Charles Gagnon et Pierre Vallières, Pour un front commun multinational de libération, février 1970
- Pierre Vallières, La stratégie de la lutte armée, septembre 1971

- Partisans du Québec libre, un numéro, Mouvement de libération des travailleurs du Québec, octobre 1970
- Délégation extérieure du FLQ, 6 numéros, automne 1970 à automne 1971
- Vaincre, 6 numéros, février à décembre 1971
- Organisons-nous, octobre 1971 et septembre 1972

### Écrits de militants
- Pierre Vallières, Les héritiers de Papineau. Itinéraire politique d'un «nègre blanc» (1960-1985), Éditions Québec-Amérique, 1986
- Francis Simard, Pour en finir avec Octobre, Éditions Stanké, 1982
- François Schirm, Personne ne voudra savoir ton nom, Éditions Quinze, 1982
- Louise Lanctôt, Une sorcière comme les autres, Éditions Québec-Amérique, 1981
- Jacques Lanctôt, Rupture de ban. Paroles d'exil et d'amour, VLB éditeur, 1979
- Gabriel Hudon, Ce n'était qu'un début ou La petite histoire des premiers pas du FLQ, Éditions Parti Pris, 1977
- Pierre Vallières, L'Exécution de Pierre Laporte. Les dessous de l'opération, Montréal, Éditions Québec/Amérique, 1977, 223 pages
- Jacques Lanctôt, La seule voie de la révolution au Québec, inédit, 1975
- Pierre Vallières, L'urgence de choisir, Éditions Parti Pris, 1972
- Pierre Vallières, Nègres blancs d'Amérique, Éditions Parti Pris, 1968

### Ouvrages
- Éric Bédard, Chronique d'une insurrection appréhendée. La Crise d'octobre et le milieu universitaire, Septentrion, 1998 (en ligne)
- Normand Lester, Enquêtes sur les services secrets, aux Éditions de l'Homme, 1998
- Léon Dion, La Révolution dérouté 1960-1976, Montréal, Boréal, 1998, 321 pages
- Louis Fournier, FLQ : Histoire d’un mouvement clandestin, Outremont, Lanctôt, 1998. 533 pages (en ligne)
- Bernard Dagenais, La crise d’octobre et les médias : le miroir à dix faces, VLB éditeur, Outremont, 1990. 217 p.
- Marc Laurendeau, Les Québécois violents, Éditions du Boréal, 1990
- Robert Comeau (dir), FLQ : un projet révolutionnaire. Lettres et écrits felquistes (1963-1982), Outremont, VLB, 1990. 275 p.
- Jean-François Cardin, Comprendre Octobre 1970. Le FLQ, la crise et le syndicalisme, Méridien, 1990
- Germain Dion, Une Tornade de 60 jours: la crise d’octobre à la Chambre des communes, Hull, Éditions Asticou, 1985, 222 pages.
- Carole Devault, Toute ma vérité : les confessions de l'agent S.A.T. 945-171, Montréal : Stanké, 345 p.  (ISBN 2760401596)
- Luc Gosselin et Georges Paradis, État et violence: le terrorisme politique, une méthode d'opposition et d'affrontement, essai d'analyse, inédit, 1980
- Louis Fournier, La police secrète au Québec, Éditions Québec-Amérique, 1978
- Jean Paré, Le temps des otages (Le Québec entre parenthèses) 1970-1976, Montréal, Éditions Quinze, 1977, 269 pages.
- Jean Provencher, La grande peur d’octobre 70, Montréal, Éditions de l'Aurore, 1974, 123 pages.
- Jacques Lacoursière, Alarme citoyens!, Éditions La Presse, 1972
- Gérard Pelletier, La crise d’octobre, Montréal, Éditions du jour, 1971, 268 pages.
- Ron Hoggart et Aubrey Goldon, Octobre 1970 un an après, Éditions Hurtubise-HMH, 1971 (traduction de Rumours of War)
- Dr Serge Mongeau, Kidnappé par la police, Éditions du Jour, 1970
- Joseph Costisella, Peuple de la nuit, Éditions Chénier, 1965
- Claude Savoie, La véritable histoire du FLQ, Éditions du Jour, 1963

### Rapports, textes de loi
- Jean-François Duchaîne, Rapport sur les événements d'Octobre 1970, Direction générale des publications gouvernementales, Québec, 1981. 256 p.
- Jean Keable, Rapport de la Commission d'enquête sur des opérations policières en territoire québécois, Direction des communications, Ministère de la justice, 1981, 451 pages
- D. C. McDonald, Rapport de la Commission d'enquête sur certaines activités de la Gendarmerie royale du Canada, Ottawa, 1981

### Journaux, magazines
- Michel Gourd, « Quand l’arbitraire policier s’impose au Canada », Le Monde diplomatique,‎ février 2005, p. 12-13 (lire en ligne).
- Pierre Duchesne, « René Lévesque a-t-il su, avant 1981, que son ministre Claude Morin collaborait avec la GRC? - L'histoire s'écrit lentement... », Le Devoir,‎ 4 mai 2000 (lire en ligne).
- Andrée Ferretti, « De Londres à Ottawa, le terrorisme d’État dans l’histoire du Québec », L'Action nationale, vol. 90, no 8,‎ octobre 2000, p. 67-79 (lire en ligne, consulté le 24 février 2009).
- « Octobre 1970 : dix ans après », Criminologie, vol. 13, no 2,‎ 1980 (lire en ligne).
- Jean-Paul Brodeur, « La crise d'octobre et les commissions d'enquête », Criminologie, Montréal, Les Presses de l'Université de Montréal, vol. 13, no 2,‎ 1980, p. 79-98 (DOI 10.1522/cla.brj.cri, lire en ligne).

### Audiovidéo
- Guerre secrète contre l'indépendance du Québec, série documentaire Missions secrètes, 5 épisodes diffusés le 18 septembre 2001 au Canal D, produit par Sophie Deschênes de Sovimage, rédigée par Gilles Desjardins (en ligne)
- Francis Simard et Jean-Daniel Lafond, La liberté en colère, documentaire, 1994
- Octobre 70 : le Québec en crise, dossier contenant 8 clips dans Les Archives de Radio-Canada, Société Radio-Canada
- L'espionnage au Canada décodé, dossier contenant 10 clips dans Les Archives de Radio-Canada, Société Radio-Canada
- Pierre Vallières retrouve la liberté, dans Les Archives de Radio-Canada, Société Radio-Canada ((diffusé le 25 janvier 1972, Format 30, 27 min 09 s)
- Médiateur de la crise d'Octobre, dans Les Archives de Radio-Canada, Société Radio-Canada
- « La liberté en colère » dans Les Archives de Radio-Canada, Société Radio-Canada (diffusé le 30 novembre 1994, 3 min 06 s)
- Pour un Québec socialiste, dans Les Archives de Radio-Canada, Société Radio-Canada (diffusé le 24 novembre 1972, 15 min 05 s)
- FLQ : Ni messie, ni Robin des Bois, dans Les Archives de Radio-Canada, Société Radio-Canada (diffusé le 8 octobre 1970, 11 min 27 s)

### Sites Web
- Martin Pilon et Mélanie Cadieux, La crise d'Octobre et la loi des mesures de guerre
- Bernard Frappier, FLQ, dossier de presse dans Vigile.net
- Jean-François Gauvin, Site historique du Front de libération du Québec
- Émilie Vaillancourt, La loi sur les mesures de guerre et les droits de la personne, Site historique du Front de libération nationale

### Bibliographies
- Andrée Sabourin, « À la découverte de la Collection nationale. Grande Bibliothèque. La Crise d’octobre », 15 p.

## En anglais

### Ouvrage
- (en) William Tetley, The October Crisis, 1970: An Insider's View, Montréal, McGill-Queen's University Press, 2006.
- (en) Eric Kierans, Remembering, Toronto, Éditions Stoddart, 2001 (ISBN 0-7737-3288-8).
- (en) Richard Cléroux, Official Secrets, McGraw-Hill Ryerson, 1990.
- (en) Ron Hoggart et Aubrey Goldon, Rumours of War, Toronto, New press Toronto, 1971.
- (en) John Sawatsky, Men in the Shadows. The RCMP Security Service, Doubleday Canada, 1980.
- (en) Jeff Sallot, Nobody said No, James Lorimer & Company Publishers, 1979.
- (en) Michael McLoughlin, Last Stop, Paris: The Assassination of Mario Bachand and the Death of the FLQ, Penguin, 1998.

### Étude, thèse
- Reg Whitaker, Apprehended Insurrection? RCMP Intelligence and the October Crisis, Queen's Quarterly 100, no. 2 (1993): 383-406.
- Ronald Crelinsten, Limits to criminal justice in the control of insurgent political violence. A case study of the October Crisis in 1970, Thèse de doctorat, École de criminologie de l'Université de Montréal, 1985

### Audiovidéo
- The October Crisis: Civil Liberties Suspended, in CBC Archives, Canadian Broadcasting Corporation

### Web Sites
- Michael McLoughlin, Last Stop, Paris, blog, assassination of Mario Bachand, assassination of Richard Bros, DEFLQ, Strategy of Tension